# Compsoctena numeraria
Compsoctena numeraria är en fjärilsart som beskrevs av Edward Meyrick 1914. Compsoctena numeraria ingår i släktet Compsoctena och familjen Eriocottidae. Inga underarter finns listade i Catalogue of Life.